# Caetano da Costa Alegre
Caetano da Costa Alegre, né le 26 avril 1864 sur l'île de São Tomé et mort le 18 avril 1890 à Alcobaça (Portugal), est un poète portugais considéré comme l'un des premiers poètes africains d'expression portugaise et le précurseur des auteurs santoméens.
Étudiant en médecine à Lisbonne, il y contacte la tuberculose et meurt en 1890, à l'âge de 25 ans. En 1916 son ami, le journaliste portugais Artur da Cruz Magalhaes, réunit et publie à titre posthume 96 poèmes, sous le titre Versos.